# Anwara Bahar Chowdhury
Anwara Bahar Chowdhury (13 de febrero de 1919 - 27 de octubre de 1987) fue una escritora, poeta bangladesí y activista social.

## Biografía
Fue admitida al Instituto Sakhawat Girls Memorial, establecido por la activista de derechos de las mujeres Begum Rokeya. Se matriculó en 1934. Completó su examen escolar de media y BA de la Facultad Bethune de Kolkata. Pasó la licenciatura en Enseñanza de la Facultad Iglesia escocesa en 1941.

## Carrera
Fue profesora de literatura bengalí en Lady Brabourne College de la Universidad de Calcuta. Devino secretaria de Anjuman-e-Khawatin-e-Islam, o la Asociación de las mujeres musulmanas de Bengala creada por Begum Rokeya. Sirvió como Jefa Mistress de Vidyamoyee Girls, Instituto Kamrunnesa, y Bangla Bazar Gob. Girls.
En 1955, fue una agente especial de educación de las mujeres en el Educación Directorate. Fue una de las fundadoras de Academia de Bellas Artes Bulbul (BAFA), establecida en Daca en 1955. Y en 1969, formó la Facultad Habibullah Bahar.
Escribió muchos libros que incluyen biografías, textos escolares y libros para niños. Publicó su colección de poemas, "Amar Chetonar Rang".

## Vida personal
Estuvo casada con el político Habibullah Bahar Chowdhury. Tuvo tres hijas – Selina Bahar Zaman, Nasreen Shams y Tazeen Chowdhury y un hijo - Iqbal Bahar Chowdhury. Su hijo Iqbal realizó un documental sobre la vida de Chowhdury.|